# Uroš I av Serbien
Uroš I av Serbien, död 1145, var en serbisk monark. Han var regerande storfurste av Serbien mellan 1112 och 1145.